# أندي برينان
أندي برينان (بالإنجليزية: Andy Brennan)‏ (1 أبريل 1993 في أستراليا - ) هو لاعب كرة قدم أسترالي في مركز الهجوم. لعب مع ساوث هوبارت أفسي ونادي جنوب ملبورن وBentleigh Greens SC ‏.

## وصلات خارجية
- أندي برينان على موقع قاعدة بيانات كرة القدم.إي يو (الإنجليزية)
- أندي برينان على موقع Soccerway.com (الإنجليزية)